# Phagwara
Phagwara är en stad i den indiska delstaten Punjab, och tillhör distriktet Kapurthala. Folkmängden uppgick till 97 864 invånare vid folkräkningen 2011, med förorter 117 966 invånare.